# ۱۸۳ (عدد)
۱۸۳(صد و هشتاد و سه) یک عدد طبیعی است که بعد از ۱۸۲ و قبل از ۱۸۴ قرار دارد.